# Łużki (rejon żółkiewski)
Łużki (ukr. Лужки) – wieś na Ukrainie w rejonie lwowskim (wczesniej w rejonie żółkiewskim) obwodu lwowskiego.
Znajduje się tu przystanek kolejowy Łużki, położony na linii Lwów – Rawa Ruska – Hrebenne.